# Endkadenz Vol. 2
Endkadenz Vol. 2 è la seconda parte del sesto album in studio del gruppo musicale italiano Verdena, pubblicato il 28 agosto 2015 dalla Black Out/Universal.
Concepito come un unico album, ma per volere della casa discografica diviso in due volumi. La prima parte, Endkadenz Vol. 1, è stata pubblicata il 27 gennaio 2015.

## Descrizione
Il secondo volume viene considerato dal gruppo «più solare e frizzante del primo volume, che è più dark. È più giocoso.»

## Promozione
Il primo teaser dell'album è stato pubblicato su YouTube il 24 agosto 2015. Il 27 agosto è stato pubblicato il secondo teaser, animato, sulla pagina Facebook del gruppo.
Il sito rockit.it ha pubblicato in anteprima il brano Caleido il 27 agosto 2015.
Il video del primo singolo, Colle immane, è stato pubblicato il 28 agosto 2015 con l'uscita del disco, sul sito di la Repubblica. Il giorno dell'uscita è stato reso disponibile anche in streaming su Deezer.
Il videoclip del secondo singolo, Identikit, è stato promosso il 3 dicembre 2015 sulla pagina Facebook della stessa band.

## Accoglienza
| Recensione           | Giudizio |
| -------------------- | -------- |
| Rockol.it            |          |
| loudvision.it        |          |
| Il mucchio selvaggio |          |
| Rockerilla           | positivo |
| Blow Up              | (7-8/10) |
| Ondarock             |          |
| NoteVerticali.it     | positivo |

## Classifiche FIMI
| Italia    | Italia | Italia | Italia | Italia | Italia | Italia | Italia | Italia | Italia |
| --------- | ------ | ------ | ------ | ------ | ------ | ------ | ------ | ------ | ------ |
| Settimana | 1      | 2      | 3      | 4      | 5      | 6      | 7      | 8      | 9      |
| Posizione | 1      | 10     | 20     | 32     | 45     | 41     | 63     | 63     | 86     |

## I brani
- Cannibale, dicono i membri del gruppo che «nonostante il titolo ha atmosfere abbastanza felici, un po' spanish.»[4]
- Alberto Ferrari racconta della traccia Dymo che «Inizialmente c'erano solo piano, batteria e basso. Poi l'abbiamo stratificata mettendoci sopra tanta di quella roba [...] La coda mi ricorda le vecchie pubblicità anni ’70 e qualcosa di Anima latina di Battisti. Tutte cose non volute: ci stupiamo anche noi della piega che prendono le canzoni.»[16] Inoltre il titolo è il nome Omid al contrario con l'aggiunta della y al posto della i, poiché la canzone è stata scritta durante il periodo in cui Omid Jazi era il "quarto membro" del gruppo.[17]
- Colle immane viene descritto da Alberto Ferrari come «l'unico brano non schizofrenico del disco, ha una struttura pop strofa-ritornello.»[16] Donato Sansone, Il regista del videoclip dedicato al brano racconta che Alberto ha descritto le suggestioni dategli dal testo così: «Io ho sempre pensato che questo testo parlasse di un uomo al fronte con un mitra in mano e tutti i proiettili che lo sfiorano e ne sente il rumore e l'odore e vede il terreno dietro frantumarsi dinanzi a sé...»[18]
- Parlando del testo di Un blu sincero Alberto Ferrari racconta che «mi è sembrato di parlare con una specie di Dio, di fargli domande sulla sua esistenza.»[16]
- Identikit è la seconda traccia dopo Nevischio, del primo volume, ad essere stata prodotta insieme a Marco Fasolo dei Jennifer Gentle. In origine la traccia era «una sorta di metal acustico». Fasolo ha sottoposto la traccia a un cambiamento radicale, facendola riproporre alla band con strumenti totalmente nuovi portati da casa sua, tra cui un clavicembalo al contrario.[16][19]
- All'inizio di Fuoco amico II (pela i miei tratti) Alberto canta una parte della sigla del cartone animato L'incantevole Creamy.[20]
- Il titolo di Natale con Ozzy è stato scelto da Luca Ferrari. Ozzy è il gatto di Alberto Ferrari, il nome è in onore di Ozzy Osbourne dei Black Sabbath.[16]
- Alberto Ferrari ha descritto Waltz del Bounty come «un pezzo folk andante, quasi allegretto. È in maggiore, una cosa rara per noi.»[16] Il titolo originale era Waltz, poi è stato aggiunto Bounty di cui si parla nel testo e che è lo snack al cocco.[17]

## Tracce
1. Cannibale – 4:18
2. Dymo – 5:46
3. Colle immane – 3:09
4. Un blu sincero – 4:36
5. Identikit – 3:54
6. Fuoco amico I – 4:09
7. Fuoco amico II (pela i miei tratti) – 5:54
8. Nera visione – 5:33
9. Troppe scuse – 5:21
10. Natale con Ozzy – 1:55
11. Lady Hollywood – 3:34
12. Caleido – 5:47
13. Waltz del Bounty – 5:27

## Formazione
Di seguito sono riportati i musicisti e i relativi strumenti che hanno suonato durante le registrazioni dell'album.

### Gruppo
- Alberto Ferrari - voce, chitarra elettrica, chitarra acustica (in tutte le tracce eccetto Lady Hollywood), pianoforte (in Dymo, Un blu sincero, Fuoco amico II (pela i miei tratti), Lady Hollywood, Caleido, Waltz del Bounty), campioni (in Fuoco amico I, Fuoco amico II (pela i miei tratti), Nera visione, Troppe scuse), campioni orchestra (in Dymo), campioni trombe (in Cannibale), campioni fiati vari (in Lady Hollywood), campioni dulcimer (in Lady Hollywood), campioni oboe (in Waltz del Bounty), campioni voci (in Waltz del Bounty), orchestrina (in Nera visione, Waltz del Bounty), orchestre (in Lady Hollywood), organo (in Nera visione, Waltz del Bounty), organetto (in Dymo), mellotron (in Un blu sincero), clavinet (sic) (in Un blu sincero), tastiere (in Fuoco amico I), moog (in Troppe scuse), contrabbasso (in Natale con Ozzy), percussioni (in Caleido), mellotron flauti (in Caleido), suoni esterni (in Waltz del Bounty)
- Roberta Sammarelli - basso, hammond (in Nera visione), vibrafono (in Troppe scuse, Waltz del Bounty), piano (in Natale con Ozzy)
- Luca Ferrari - batteria (in tutte le tracce eccetto Colle immane, Identikit, Natale con Ozzy), synth (in tutte le tracce eccetto Cannibale, Un blu sincero, Identikit, Natale con Ozzy), percussioni (in Dymo, Colle immane, Fuoco amico I, Fuoco amico II (pela i miei tratti), Troppe scuse), campioni (in Fuoco amico I, Fuoco amico II (pela i miei tratti), Troppe scuse, Lady Hollywood), batteria elettronica (in Colle immane, Natale con Ozzy), piatto reverse (in Dymo), voci loop uè uè (in Dymo), esplosioni (in Dymo), bonghetti ritmici (in Dymo), sveglia (in Dymo), drum machine (in Dymo), rhodes (in Dymo), bonghi (in Colle immane, Nera visione), piatti (in Colle immane), campioni sassofono (in Un blu sincero), piano (in Fuoco amico I, Troppe scuse), fisarmonica (in Fuoco amico II (pela i miei tratti)), kora (in Nera visione), bongo africano (in Troppe scuse), moog (in Troppe scuse), tastiera midi (in Natale con Ozzy), synth percussivo (in Natale con Ozzy), tucu-tucu (in Lady Hollywood), midi brass (in Lady Hollywood), fisarmonica midi (in Lady Hollywood), mostro loop (in Lady Hollywood), mellotron violini (in Caleido), cha-cha (in Caleido), dulcimer (in Waltz del Bounty)

### Altri musicisti
- Andrea "Chaki" Gaspari   - mellotron (in Cannibale , Colle immane  e Fuoco amico I, Fuoco amico II (pela i miei tratti), Nera visione, Lady Hollywood, Waltz del Bounty), tastiere (in Dymo)
- "Marco"   - vibrafono (in Identikit), hammond (in Identikit), glockenspiel (in Identikit)
- "Liviano"  - hammond (in Identikit)
- "Federico" - clavicembalo (in Identikit)
- "Fabrizio" - zampogna (in Nera visione)
- "Nick" - mellotron (in Natale con Ozzy), organo (in Waltz del Bounty)

### Staff
- Marco Fasolo (dei Jennifer Gentle) - missaggio e registrazione di Identikit
- Giovanni Versari - Aiuto mastering e conversione

### Esibizioni dal vivo
- Giuseppe Chiara - tastiere, chitarra ritmica, cori [21]